# Koszęcin
Koszęcin (dříve Kosięcin, slezsky Kůoszyncin, německy Koschentin) je vesnice v Polsku ve Slezském vojvodství, v okresu Lubliniec. Je sídlem stejnojmenné gminy Koszęcin.

## Poloha
Vesnice se rozkládá v severní části Horního Slezska. Vesnice se nachází nad řekou Leśnica, která je přítokem řeky Malá Pěna (Mała Panew).

## Historie
První písemné zmínky o vesnici pochází z roku 1277 v listině krakovského biskupa Pawła z Przemankowa, který daroval desátek ve prospěch kostela v Kamieniu Ślaşkim. Koszęcinské statky náležely opolským knížatům, českým králům od nichž panství zakoupil koszewský kníže. Za přijetí protestantské víry mu bylo panství po Bílé hoře odebráno habsburskou monarchií.
Mezi posledními majiteli byl kníže Karl Gottfried zu Hohenlohe Ingelfingen, který v roce 1945 odešel do Rakouska (Kraubath an der Mur). Po druhé světové válce byl Koszęcin pod správou vojvodství Katowice. V letech 1975–1998 vesnice byla pod správou vojvodství Čenstochovice. Od ledna 1999 patří pod Slezské vojvodství.
V roce 1869 žilo ve farnosti Koszęcin 2750 katolíků, 141 evangelíků a 41 Židů. V roce 2011 ve vesnici žilo 4631 obyvatel (2243 mužů a 2388 žen).

## Památky
- Klasicistní zámek ze 17. století se zámeckým parkem.

- Dřevěný kostel Svaté Trojice z roku 1724. Je součástí Stezky dřevěné architektury Slezského vojvodství.
- Kostel Nejsvětějšího Srdce Ježíšova

## Doprava
Koszęcin leží od konce 19. století na křižovatce železnic z Katowic do Lubliniece a z Poznaně do Vratislavi. V jižní části vesnice se nachází železniční stanice na trati č.143.
Křižují se zde vojevodské silnice
- DW906 Zawiercie - Lubliniec
- DW907 Čenstochová - Toszek

## Partnerská města
- Gura Humorului, Rumunsko
- Kraubath an der Mur, Rakousko